# Homaemus parvulus
Homaemus parvulus är en insektsart som först beskrevs av Ernst Friedrich Germar 1839.  Homaemus parvulus ingår i släktet Homaemus och familjen sköldskinnbaggar. Inga underarter finns listade i Catalogue of Life.